# Revolução Alemã de 1918-1919
A Revolução Alemã de 1918-1919, chamada na Alemanha de Revolução de Novembro (em alemão: Novemberrevolution) refere-se a uma série de eventos que marcaram o fim da Primeira Guerra Mundial e que culminaram na derrubada do Kaiser seguida do estabelecimento de uma república parlamentarista.
A Liga Espartaquista (Spartakusbund), de tendência próxima ao comunismo libertário e liderada por Rosa Luxemburgo, teve um importante papel na Revolução, apesar de os eventos não se terem resumido à atuação da Liga.

## Causas
As causas principais da Revolução Alemã de 1918-1919 foram a influência da Revolução Russa de 1917 e seu ideal internacionalista fomentado pela Internacional Comunista, e a crise econômica, causada pela Primeira Guerra Mundial, que abalava a Alemanha. Com a Revolução, os comunistas conseguiram controlar a região da Baviera, no sul da Alemanha, onde fundaram uma república socialista e tentaram expandir o movimento. Assim como na Rússia, aboliram a propriedade privada dos latifúndios e das fábricas na República Socialista da Baviera. No entanto, foi um governo revolucionário de vida curta no estado alemão da Baviera, e a Revolução acabou sendo sufocada pelo governo social-democrata, através do grupo paramilitar Freikorps, que retomou o controle, suprimindo a extrema esquerda liderada pela Liga Espartaquista.
As causas da revolução estão nos transtornos provocados pela Primeira Guerra, que durou mais de quatro anos, e no choque geral diante da derrota do Império Alemão, com suas estruturas pré-democráticas e suas tensões sociais, bem como pela má vontade das elites no poder em promover uma reforma política.
A causa imediata da revolução foi a ordem secreta, dada ao Comando da Frota Naval em 24 de outubro de 1918, para que a frota naval alemã partisse e enfrentasse a última batalha contra a Marinha Real Britânica, apesar da certeza da derrota. A revolta de algumas tripulações contra esse plano e a subsequente revolta dos marinheiros de Kiel degeneraram, em poucos dias, para uma revolução que abrangeu o império inteiro e, afinal, no dia 19 de novembro de 1918, levou à Proclamação da República. Um pouco mais tarde, ocorre a abdicação formal do imperador Guilherme II e dos príncipes dos Estados Federais. 
Outros objetivos dos revolucionários, guiados por ideias socialistas, fracassaram em janeiro 1919 em razão da resistência da direção do SPD sob Friedrich Ebert. Diante do temor de uma guerra civil, a direção do SPD, bem como os partidos burgueses, pretendia não expulsar completamente as antigas elites imperiais, mas conciliá-las com as novas condições democráticas. Por causa disso, a direção do SPD estabeleceu uma aliança com o Comando Supremo (Oberste Heeresleitung, OHL) e mandou reprimir violentamente a Revolta Espartaquista (Spartakusaufstand), com o auxílio dos grupos paramilitares de direita, denominados Freikorps.
A revolução foi encerrada formalmente no dia 11 de agosto de 1919 com a aprovação da nova Constituição de Weimar.

## Antecedentes históricos

### Império e social-democracia
Um dos principais motivos do fracasso da Revolução do Março de 1848-1849, de caráter burguês, foi a necessidade de estabelecer simultaneamente a democratização e a unidade nacional da Alemanha. Nas décadas seguintes, a maior parte da burguesia apoiou o Estado autoritário, especialmente depois que a unidade nacional se concretizou na Pequena Solução Alemã sob a liderança da Prússia em 1871. 
O Império Alemão recém-fundado era uma monarquia constitucional. Para a composição do Reichstag foi instituído o sufrágio geral, igual e secreto dos homens, mas a influência do Reichstag sobre a política imperial era limitada. Leis propostas através do Reichstag só podiam entrar em vigor com a aprovação do Conselho Federal e do Imperador, que podiam dissolver o parlamento a qualquer momento e organizar novas eleições. A única atribuição importante do Reichstag era a aprovação do orçamento do Estado, do qual o item mais importante era o orçamento militar. E no tocante a esse item, o Reichstag era autorizado a votar somente cifras genéricas, estabelecidas para um período total de sete anos (Septennat). Enfim, o governo imperial cabia ao Imperador, não ao Reichstag. 
A partir de 1871, os social-democratas também passaram a ser representados no Reichstag, e seus partidos se uniram posteriormente ao SPD, que era o único partido político que se declarava a favor de uma forma republicana de governo. Por causa disso, Otto von Bismarck, a partir de 1878 e até renunciar ao cargo em 1890, mandou perseguir o SPD com base em leis antissocialistas. No entanto, os social-democratas aumentaram sua percentagem de votos em quase todas as eleições. Após a eleição geral de 1912, com 110 deputados e 28% dos votos, os social-democratas passaram a representar o maior partido.
Durante os 43 anos do Império e até sua dissolução na Primeira Guerra Mundial, o SPD não só cresceu, mas também mudou seu caráter. Na discussão do revisionismo em 1898, os revisionistas queriam excluir o objetivo revolucionário do programa do partido. Em lugar disso, lutavam por reformas sociais com base na ordem econômica existente. A maioria marxista do partido foi contra o revisionismo e se impôs novamente. Mas a retórica, ainda revolucionária, escondia somente com dificuldade o fato de que o SPD se havia tornado praticamente reformista desde a abolição das leis antissocialistas, em 1890. Os social-democratas que haviam sido considerados "inimigos do Reich" e "apátridas" por muito tempo, passaram a ser vistos como patriotas alemães. No início da Primeira Guerra Mundial, era óbvio que o SPD se tornara uma parte integral do Império, embora de oposição.

### Aprovação do SPD para os créditos da guerra
Por volta de 1900, a social-democracia alemã era considerada líder do movimento internacional dos trabalhadores. Nos congressos europeus da Segunda Internacional, o SPD sempre aprovava as resoluções que previam uma ação conjunta dos socialistas em casos de declarações de guerras. Mesmo durante a crise de julho que se seguiu ao atentado de Sarajevo, o SPD organizou — como também outros partidos socialistas na Europa — grandes manifestações contra a guerra. Rosa Luxemburgo, porta-voz esquerda do partido, conclamou a população para a rejeição à guerra e para a desobediência à convocação. Por isso o governo imperial estava planejando prender os líderes do partido imediatamente depois o início das hostilidades. Friedrich Ebert, um dos dois líderes do partido desde 1913, viajou juntamente com Otto Braun para Zurique a fim de manter os fundos do partido a salvo do alcance do Estado.
Mas no dia 1º de agosto de 1914, quando ocorreu a declaração de guerra alemã contra a Rússia czarista, a maioria dos jornais favoráveis ao SPD foi contagiada pelo entusiasmo geral pela guerra. Suas reportagens foram severamente criticadas pela liderança do partido, mas, nos primeiros dias de agosto, os editores acreditavam estar seguindo a linha política do presidente do SPD, August Bebel, falecido em 1913. Ele havia dito ao Reichstag em 1904 que o SPD tomaria parte na defesa armada da Alemanha no caso de uma guerra de agressão estrangeira. Em 1907, Bebel confirmou, na convenção Essen, que ele próprio "carregaria a arma em suas costas", caso a guerra fosse contra a Rússia, o "inimigo de toda a cultura e de todos os oprimidos".
Tendo em vista a disposição da população, que acreditava em um ataque pelas potências da Entente, muitos deputados do SPD temiam se afastar de seus eleitores devido a seu pacifismo coerente. Além disso, havia a ameaça de proibição dos partidos, planejada pelo chanceler do Reich, Theobald von Bethmann-Hollweg, em caso de uma guerra. Afinal, o chanceler tirou proveito do posicionamento anti-czarista do SPD para obter o seu consentimento para a guerra.
A liderança do partido e o grupo parlamentar estavam divididos quanto ao seu posicionamento em relação à guerra: com Friedrich Ebert, 96 representantes concordaram com os créditos da guerra exigidos pelo governo imperial. 14 parlamentares, liderados pelo segundo presidente, Hugo Haase, se manifestaram contra, mas votaram a favor em nome da disciplina partidária. Assim, todo o grupo parlamentar do SPD aprovou os créditos de guerra, no dia 4 de agosto. Dois dias antes, os Sindicatos Livres já tinham decidido abdicar do direito de greve e dos salários em tempo da guerra. Com o decisão do sindicato e do partido, tornou-se possível a mobilização total do exército alemão. Haase fundamentou a rejeição da decisão no Reichstag com as palavras: "Nós não abandonaremos nosso país da hora do perigo." O kaiser Guilherme II cumprimentou o Burgfrieden da política interna alemã, no final do seu discurso, com a famosa frase: "Não conheço mais partidos, só conheço alemães."
Mesmo Karl Liebknecht, que mais tarde se tornaria o símbolo do pacifista convicto, curvou-se inicialmente às decisões do partido: ficou longe da votação para não votar contra a sua própria facção. No entanto, alguns dias mais tarde, ele se juntou ao Grupo Internacional, fundado em 5 de agosto de 1914 por Rosa Luxemburgo e seis outros integrantes da esquerda — grupo que defendia as posições contrárias à guerra anteriormente defendidas pelo SPD. Esse grupo daria origem à Liga Espartaquista, fundada no dia 1.º de janeiro de 1916. Em 2 de dezembro de 1914, Liebknecht votou, inicialmente como o único membro do parlamento, contra novos créditos de guerra. Essa violação aberta da disciplina partidária isolou Liebknecht até mesmo dos deputados do SPD ligados a Haase, que internamente faziam campanha para uma rejeição dos créditos. Em 1915, Liebknecht foi o único membro do grupo parlamentar do SPD a ser convocado para o serviço militar a pedido da direção do partido. Por causa de suas tentativas de organizar a oposição à guerra, foi expulso do SPD e, em junho de 1916, foi condenado a quatro anos de prisão por alta traição. Rosa Luxemburgo também foi presa depois de uma libertação temporária, permanecendo na prisão até o final da guerra.

### Cisão do SPD
Quanto mais tempo a guerra durava e quanto mais sacrifícios exigia, menor o número de membros do SPD dispostos a manter a "trégua" de 1914: principalmente porque, a partir de 1916, o imperador e o governo do Reich não mais decidiam as diretivas da política alemã — agora dominada pelo terceiro alto comando de guerra, sob os generais Paul von Hindenburg e Erich Ludendorff. Eles governavam como ditadores militares, sendo Ludendorff encarregado das decisões essenciais. Eles perseguiam objetivos de guerra expansionistas e ofensivos e submeteriam também a vida civil à economia de guerra. Para os trabalhadores isso significou, entre outros problemas, submeter-se a doze horas de trabalho por dia, com baixíssimos salários.
Depois da eclosão da Revolução Russa de fevereiro de 1917, aconteceram na Alemanha as primeiras greves organizadas. Em março e abril de 1917, cerca 300.000 trabalhadores da indústria de armamento entraram em greve. O kaiser Guilherme II tentou acalmar os participantes da greve com sua mensagem de Páscoa no dia sete de abril, dado que o ingresso dos Estados Unidos na guerra muito provavelmente causaria uma piora da situação. Ele prometeu eleições gerais e igualitárias também para a Prússia, onde ainda vigorava o sufrágio de três classes.
Depois que a direção do SPD, chefiada por Friedrich Ebert, expulsou do partido todos os opositores da guerra, os espartacistas juntaram-se aos chamados revisionistas, como Eduard Bernstein e aos centristas, como Karl Kautsky, para fundar o Partido Social-Democrata Independente da Alemanha (USPD), em uma conferência realizada entre 6 e 8 de abril de 1917, na cidade de Gotha. O USPD, sob a liderança de Hugo Haase, exigiu o término imediato da guerra e a democratização da Alemanha, mas o partido não tinha um programa unificado de políticas sociais. A Liga Espartaquista, que até então se opusera a uma cisão do partido, passaria a formar, a partir de então, a ala esquerda do USPD. Tanto a Liga como o USPD continuariam a atuar nas fábricas, fazendo propaganda contra a guerra, especialmente nas fábricas de armamentos. Já o SPD, para se distinguir do USPD, passaria a se chamar Partido Social-Democrata Majoritário da Alemanha (MSPD), denominação que manteve entre 1917 e 1922.

## Impacto da Revolução Russa
Depois da Revolução de Fevereiro, na Rússia, e após a abdicação do czar Nicolau II em 15 de março de 1917, o Governo Provisório da Rússia, liderado por Alexander Kerensky a partir de 21 de julho de 1917, continuou a guerra do lado das potências da Entente. Contudo, a sociedade russa estava extremamente cansada pelas motivações antipatrióticas e pelo sentimento anti-guerra. Existia um grande incentivo pela continuação da guerra para que fossem defendidos o território e a honra russos, mas existia, também, um grande desejo de que o país fosse retirado do conflito para que as outras potências europeias se destruíssem umas às outras sem o envolvimento da Rússia.
O governo do Império Alemão via, então, mais uma chance de vencer a guerra: apoiar o sentimento anti-guerra na Rússia e, possivelmente, guiar a situação para um cessar-fogo através do auxílio à saída do exílio do líder bolchevique russo, Lenin. Lenin, que estava exilado na Suiça, recebeu ajuda da Alemanha para sair da Suíça em direção a São Petersburgo, atravessando a Alemanha, a Suécia e a Finlândia trancado em um vagão de trem. Desde que ouviu falar da Revolução de Fevereiro, Lenin planejou uma maneira de voltar à Rússia, mas nenhuma das opções disponíveis se mostrou viável. Poucos meses depois, Lenin já liderava a Revolução de Outubro, na qual os bolcheviques tomaram o poder do Governo Provisório e logo retiraram a Rússia da guerra. Leon Trótsky viu que a Revolução de Outubro não teria tido sucesso se Lenin tivesse continuado preso na Suíça.
Com isso, o governo do Império Alemão passava a ter importante influência na criação do que veio a se tornar a União Soviética ao passar para as mãos dos bolcheviques a transformação do socialismo russo.
Entre o início e o meio de 1918, muitas pessoas na Rússia e na Alemanha esperaram que a Rússia pudesse, então, "pagar o favor" ajudando na criação de uma revolução comunista em solo alemão. Comunistas europeus havia muito aguardavam o momento em que a Alemanha, terra de Karl Marx e Friedrich Engels, passaria por tal revolução. O sucesso dos camponeses e do proletariado russo em derrubar a classe dominante na Rússia despertou medo entre a burguesia alemã. Além disso, o socialismo internacional de Marx e Engels ainda tinha muita influência no Oeste Europeu e na Rússia na época, e Marx e Engels tinham previsto que, para uma revolução comunista estourar na Rússia, seria provavelmente necessário que uma revolução comunista também acontecesse no Oeste Europeu, mais cedo ou, no mínimo, ao mesmo tempo. Lenin nutria grandes esperanças de que acontecesse uma revolução mundial entre 1917 e 1918. O comunismo de Marx e Engels tinha tido uma quantidade considerável de seguidores entre os trabalhadores alemães por décadas, e existiam, na Alemanha, alguns revolucionários ansiosos por ver sucesso na revolução na Rússia para obter dos colegas russos em uma revolução da Alemanha.